# جوشقان استرک
جوشقان مرکزی کاشان، روستایی از توابع بخش مرکزی شهرستان کاشان در استان اصفهان ایران است.

## جمعیت
این روستا در دهستان کوهپایه قرار دارد و براساس سرشماری مرکز آمار ایران در سال ۱۳۹۵، جمعیت آن ۲۵۷۸ نفر (۶۲۳خانوار) بوده‌است. ملا محمد آخوند کاشانی معروف به آخوند کاشی (۱۳۳۳–۱۲۴۹ ق)، در جوشقان مرکزی کاشان متولد شده عارف، فیلسوف، حکیم، فقیه و عالم شیعی است. وی پس از تحصیلات مقدماتی در موطن خود (کاشان) به اصفهان مهاجرت کرد. وی تدریس فلسفه را با عرفان می‌آمیخت و از مدرسان حکمت صدرایی بود. مزار این بزرگ‌مرد شیعه در تخت فولاد اصفهان می‌باشد.

## موقعیت جغرافیایی
روستای جوشقان در ۲۴ کیلومتری شمال کاشان و در کنار جاده کاشان، مشهد اردهال و در ۲ کیلومتری شمال روستای استرک واقع شده و دارای آب و هوای گرم و خشک (معتدل) سطح ارتفاع از دریا و درجه حرارت در تابستان بین۲۰ تا ۳۰ و در زمستان بین-۵ تا ۱۸ درجه متغیر است.
وجود دو چشمه ثلاثه و بارینجه در جوشقان مرکزی کاشان موقعیت عالی برای توجه بیشتر به این دو موهبت الهی است . که با سرمایه‌گذاری و تکمیل دریاچه ذخیره آب . ایجاد پیست دوچرخه سواری و ورزش‌های آبی قطب گردشگری مهمی در جوشقان رقم خواهد زد.

## موقعیت تاریخی
- زیارتگاه و مرقد منسوب به فرزندان علی ابن ابیطالب و جعفر بن ابیطالب. این طور معروف است که این فرزندان به روستای جوشقان آمده و کشته شده‌اند؛ و برای این دو زیارتگاه و کتبه بارگاه ساخته شده‌است.[نیازمند منبع]
- زیارت دختر منسوب به ابوالفضل.
- زیارت ابن بابویه

شاعر معروف وحشتی جوشقانی
- یخچال قدیمی که محلی برای استفاده یخ روستاهای اطراف نیز بوده‌است

آب انبارهای متعدد و قدیمی
مسجد جامع قدیمی که تخریب و بازسازی شده 
قلعه سنگ مکانی باستانی در غرب جوشقان است که در ابتدای پیدایش جوشقان دارای سکنه بوده این قلعه از اطراف با صخره‌های محصور بوده و فقط در ضلع شمالی با راه باریکی با محیط اطراف در ارتباط بوده . و محیط امنی را برای ساکنین ایجاد  می‌کرد. با افزایش جمعیت و اشتغال به کشاورزی مردم به محل فعلی جوشقان نقل مکان کردند.

## وجه تسمیه
در لغت‌نامه دهخدا صفحه ۱۵۶ جوشقان به صورت زیر آمده‌است:
جوشقان قصبه جز دهستان حومه بخش مرکزی شهرستان کاشان دارای ۲۹۰۰ سکنه، آب آن از چشمه و محصول عمده آن غلات – پنبه – انار- انجیر و میوه جات دیگر و شغل اهالی زراعت و گله داری و صنایع دستی زنان قالی بافی است از راه فرعی به کاشان از طریق راوند و دبستان دارد مزارع فتح‌آباد، افضل‌آباد جز قصبه جوشقان است. (فرهنگ جغرافیایی ایران جلد ۲)
نام جوشقان به روایتی برگرفته از چشمه جوشان جوشقان است؛ که کلمه جوشان به مرور زمان به جوشقان تبدیل گردیده‌است.
وجه تسمیه دیگر جوشقان به دلیل اینکه اولین روستایی بوده که خرد کردن و آسیاب نمودن جو را داشته و در قدیم به خرد کردن شقه کردن می‌گفتند محل خرد کردن و شقه کردن جو هم جوشقان گفتند.
در شهرستان کاشان دو روستای جوشقان وجود دارد که این جوشقان در بخش مرکزی است و آن را جوشقان مرکزی می‌گویند و بعضاً به دلیل همجواری با روستای استرک
جوشقان استرک نیز می‌گویند.

## راه‌های ارتباطی
جاده مشهد اردهال از فاصله چهار کیلومتری جوشقان می‌گذرد و از سه راهی جوشقان ۴ کیلومتر مسیر آسفالت بوده، در ابتدای ورودی جوشقان به کمربندی جوشقان متصل می‌گردد و با ورود به کمربندی به راحتی به محله زیارت و فتح‌آباد و همچنین چشمه زیبای جوشقان دسترسی دارد.
جاده خاکی شمال روستا به روستاهای مجاور مانند کله، برزآباد، سار، کله و ارمک و رودخانه نیزار جوشقان ارتباط دارد و جاده ارتباطی روستا به شهر آسفالت می‌باشد.

## جمعیت براساس سرشماری
۱۳۶۵-۱۳۷۰-۱۳۷۵-۱۳۸۳ جمعیت موجود براساس مرکز آمار ایران براساس آخرین سرشماری سال ۱۳۹۵ جمعیت ثابت جوشقان ۲۵۷۸ نفر و در ایام تعطیلات و تابستان به ۶۰۰۰ نفر می‌رسد..

## وضعیت آبرسانی منطقه
- ۴ حلقه چاه ۱۰ قنات دایمی و یک چشمه تأمین‌کننده آب کشاورزی می‌باشد.
- دو حلقه چاه آب آشامیدنی که تأمین‌کننده آب شرب اهالی می‌باشد و با لوله گذاری کامل در محله‌ها و انشعاب در منازل می‌باشد؛ و در حال حاضر به علت کمبود آب پروژه انتقال آب نابر به جوشقان در حال اجرا می‌باشد.

## وضعیت گاز رسانی
اولین منطقه گاز رسانی شده در سطح شهرستان کاشان می‌باشد که دارای ۱۰۰۰ اشتراک و انشعاب می‌باشد که تمام اهالی از این نعمت برخوردار می‌باشند.
اجرای طرح بهسازی روستا
با اجرای طرح بهسازی و احداث خیابان اصلی و احداث جدید جهت تردد به طول ۳ کیلومتر و عرض ۱۲ الی ۱۴ متر و ایجاد میدان و احداث شهرک در حاشیه روستا و رعایت گذربندی در محلات قدیمی مقدمات لازم جهت بسترسازی برابر معیارها و اصول شهری فراهم گردیده‌است و استقرار واحدهای ضروری اداری در منطقه خدمات اولیه مورد لزوم را در محل ارائه می‌دهد و منطقه را به عنوان سرویس دهنده روستاها و مزارع بالا دست خود درآورده است.